# Tal-y-Cafn
Tal-y-Cafn è un villaggio del Galles nord-occidentale, situato lungo il corso del fiume Conwy, nel distretto unitario omonimo.

## Etimologia
Il toponimo Tal-y-Cafn significa "luogo di fronte al traghetto" e fa riferimento ad un traghetto che attraversava il fiume Conwy nel Medioevo.

## Geografia fisica
Tal-y-Cafn si trova ad est del parco nazionale di Snowdonia, tra Conwy e Llanrwst (rispettivamente a sud della prima e a nord della seconda), a sud-est di Llanfairfechan e a sud-ovest di Colwyn Bay. Da Conwy dista circa 8 km.

## Luoghi d'interesse
La località è nota per il Bodnant Garden, un giardino a terrazze di 32 ettari con piante provenienti da tutto il mondo, posto sotto la tutela del National Trust.
|  |  |